# Starlight (Starset)
Starlight è un singolo del gruppo musicale statunitense Starset, pubblicato il 31 agosto 2018 come terzo estratto dalla riedizione del secondo album in studio Vessels.

## Tracce
Testi e musiche di Dustin Bates e Daniel Ticotin.
1. Starlight (Acoustic Version) – 4:47

## Formazione
Crediti tratti dal libretto di Vessels 2.0.
Gruppo
- Dustin Bates – voce
- Ron DeChant – cori

Altri musicisti
- Josh Baker – cori, chitarra, programmazione, arrangiamento strumenti ad arco
- Tom Michael – basso
- Adam Gilbert – batteria
- Stacy Hogan – pianoforte
- David Davidson – arrangiamento strumenti ad arco, violino
- Carole Rabinowitz – violoncello
- David Angell – violino
- Seanad Chang – viola

Produzione
- Josh Baker – produzione
- Billy Decker – missaggio
- Jim Demain – mastering
- Taylor Pollert – ingegneria strumenti ad arco